# 恐海症
恐海症（英語：Thalassophobia），又稱深海恐懼症，是一种对海洋的强烈而持久的恐惧，恐海症是归类于特殊恐惧症(对于某一特定的恐慌触发因素的恐惧)的一种临床上的恐惧症，其症状与大多数特殊恐惧症相同。
尽管它是一种临床上的恐惧症，然而它通常伴有焦虑症的症状。在一些实例中，抗焦虑药物会被列入处方之内，或者认知行为疗法(CBT)会被指定。
恐海症包括对置身于庞大水体之中的恐惧，对空荡荡大海的恐惧和对远离大陆的恐惧。该恐惧症的另一通常情况是对想到或看到水体之下某一深度的生物的恐惧，远超过对水体本身的恐惧。